# ケルン - ギーセン線
ケルン - ギーセン線（ケルン - ギーセンせん、ドイツ語: Deutz-Gießener Eisenbahn）はラインラント地域のケルン市ドイツ区とライン＝マイン地域のギーセンを結ぶ、1850年代末以来開通された鉄道路線である。現在この路線を貫通する系統は存在しなくて、時刻表番号に従ってジーク線、ベッツドルフ - ハイガー線、ディル線に区別されている。

## 歴史

### ケルン＝ミンデン鉄道と国有化

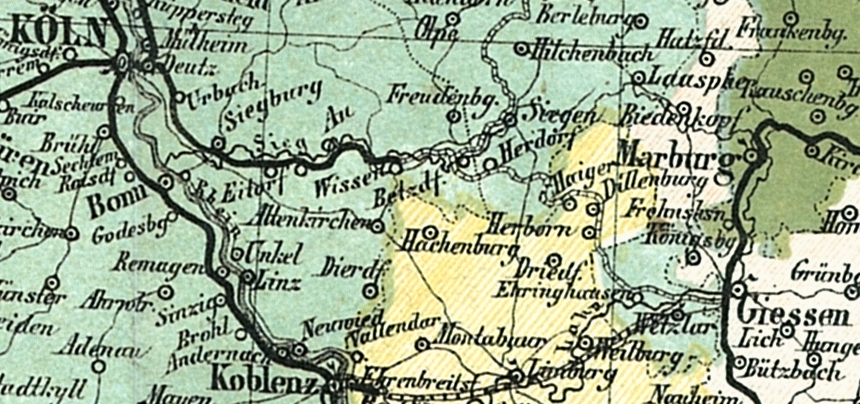
1861年当時のドイツ＝ギーセン鉄道路線図

プロイセン王国はルール地方の石炭産地、ラインラントの製錬工場およびジーク川・へーラー川・ディル川・ラーン川流域の鉄鉱石鉱山を結ぶ鉄道建設に関心を持っていた。ヴェツラーとその郊外はプロイセンの飛び地で中核地域とよく連結された。しかし現在のラーン＝ディル郡は19世紀中期にナッサウ公国領であった。ナッサウは自国領内の鉄道敷設許可の条件としてプロイセンがライン川右岸の鉄道をラーンシュタインからケルンまで延長するのを要求した。プロイセンは結局ニーダーラーンシュタイン - コブレンツ区間の連結線建設を義務として引き受けて、ナッサウは1860年自国領の鉄道建設を許可した。
ケルン＝ミンデン鉄道（Cöln-Mindener Eisenbahn, CME）はドイツ - ギーセン区間の鉄道敷設に関心を表明して敷設権を獲得した。建設は既存のCMEのドイツ - ミンデン線の分岐点で開始された。ドイツェルフェルトの操車場、車両基地が整備施設、建物とともに建設されて、ルール地域方面の線路と直接に連結されることとなった。鉄道建設は地勢のため順調ではなくて、ジークブルク - ベッツドルフ区間ではジーク川の穿入蛇行のため、多数の鉄道橋とトンネルが必要であった。ベッツドルフ - ディレンブルク区間ではループ線が、ドイツの中部山地を貫通するために、15 ‰の低い勾配で建設されねばならなかった。総工事費は2650万ターラーであった。
1859年1月1日にドイツ - ヘネフ区間が開業された。全体区間は1862年1月12日に完工され、すぐにケルン＝ギーセン鉄道の名称が使用された。1861年1月10日にベッツドルフ - ジーゲン区間が開業された。ディル川流域の住民達が最初には鉄道建設に対して反対意見を示したものの、この路線は地域経済の上むきに寄与して通勤手段として多く活用された。ヴェツラー市の場合、ラーン谷線との接続のために駅が新市街地（Neustadt）の外郭で建設されねばならなかった。
交通量の増加と軍事戦略の重要性のため、1871年まで複線の線路が全区間に備えられた。1879年12月20日にケルン＝ミンデン鉄道の国有化に関する法律が公布され、1880年1月1日付でプロイセン邦有鉄道がこの路線を運営することとなった。
1909年ジーク川の洪水の時に多数の鉄道橋が破壊された。ヘルヒェンにおける鉄道橋は特に激しく破壊され、基礎から新たに再建されねばならなかった。1914年にドイツ軍兵力をアイフェル山地の戦線に配置するために軍用列車が多く運行された。1915年ジーゲン - ハイガー区間の開通でベッツドルフ - ハイガー区間は、より不利な地勢のため、その重要性を失った。高級な旅客列車も貨物列車も新たなルーだースドルフトンネルを通じてギーセンとライン＝マイン地域の方向に通行した。

### ドイツ国営鉄道時代
第二次世界大戦が終わった日まで数え多い鉄道橋が破壊されて、ケルン - ジーゲン区間は結局単線で再建された。

### ドイツ連邦鉄道時代
1956年2月18日に大型列車事故がヘネフ市ビュルゲーナウエル町で起きて、二人は死亡し15人は怪我を負った。貨物列車と急行列車（Eilzug）の衝突は人的過失の原因だと判明した。1962年ケルン - トロイスドルフ区間がライン川右岸線と共に電力供給施設で備えられ、1980年にはトロイスドルフ - ベッツドルフ区間が電化された。
1965年ディル鉄道区間およびルール＝ジーク線の電化で、電力供給施設がハイガー - ギーセン区間で備えられた。フランクフルト - ハーゲン区間ではE10形電気機関車の牽引した急行列車が同年5月に投入された。1960年代にシーク区間とディル区間の電化及びジーク地域鉱山の衰退でヘラー川の路線が枝線（Nebenstrecke）に格下げされて、1965年には二番目の線路がヘルドルフ - ハイガー区間で撤去された。連邦鉄道はベッツドルフ - ハイガー区間の廃止を提議したが、この案件はそれ以上進まなかった。
1980年代にハイガー - ギーセン区間で貨物の輸送量が減少して、荷役用途の側線が多数の駅で廃止された。ドイツ連邦鉄道はこの時期にトロイスドルフ - ベッツドルフ区間に運行された長距離路線を廃止した。1986年現代的な運転指令所がヴェツラー駅で設置されて、渡り線と信号機がエーリンスハウゼン - ドゥーテンホーフェン区間で活用された。それで列車の必要なら左側線路を通じて走行するのは可能となった。
1970年以後にはハイガー - ギーセン区間がジーゲン - ハイガー線・ルール＝ジーク線と同じく360号線に属した。ドイツ再統一の結果、1992年時刻表番号の改正の時からハイガー - ギーセン区間の路線番号は445である。1990年代の初期にフランクフルト - ジーゲン区間のD列車が120分間隔で運行され、この系統は後でミュンスター中央駅まで延長された。1993年に系統番号はインターレギオ22号系統と命名された。ICE列車の試運転は1990年と1991年にケルン - ジーゲン区間でおこなわれた。1991年S12系統はケルン - アウ区間に導入され、その区間にブランケンベルク - メルテン区間およびシュラーデルン - ロースバッハ区間を除いて複線線路が備えられた。

### ドイツ鉄道時代
1997年三つの連邦州の主務公共交通機関（Zweckverband）がヘラー谷区間の運営に関して入札された。ヴェスターヴァルト鉄道、ジーク郡鉄道（Siegener Kreisbahn）、ヘッセン地方鉄道に入札が承諾されて、三つの会社はヘラータール鉄道有限会社（HellertalBahn GmbH）を創立した。1999年にヘラー谷区間の線路・信号装置はDB Netzが、駅舎はDB停車場・サーヴィスが担当することとなった。
2002年定期時刻表変更の時にマイン川と北海を結ぶ特急列車がIC列車としてライン川左岸線経由に経路を変更して、IR22系統は廃止された。2003年6月にインターコネクス列車（InterConnex）がギーセン駅、ヴェツラー駅、ディレンブルク駅で停車したものの、乗客数不足のため同年10月廃止された。2004年春にS12系統の区間に高いプラットホームが設置されて、地下道が部分的に建設された。
2009年12月にユーロシティー62系統が導入されて、列車がハイガー - ギーセン区間を経てザーグレブまで走行することとなった。二年間の試験運行の後でEC62系統区間が短縮されて、ハイガー - ギーセン区間は遠距離輸送の及ばない区間となった。2010年12月にヘッセン地方鉄道（Hessische Landesbahn, HLB）がマイン＝ジーク急行の快速列車系統を引き受けた。2011年Sバーン列車向けの留置線（Stumpfgleis）がアウ駅に設置された。同年9月ラインラント＝プファルツ北鉄道旅客交通機関（SPNV Nord）はアイフェル＝ヴェストヴァルト＝ジーク気動車路線網（Dieselnetz Eifel-Westwald-Sieg）の入札を開始した。2015年12月ヘッセン地方鉄道がヘラータール鉄道からベツドリフ - ディレンブルク区間の普通列車路線を引き受けた。

## 運行形態
ケルン見本市＝ドイツ - アウ間はライン＝ジーク運輸連合（Verkehrsverbund Rhein-Sieg, VRS）の料金システムの適用区域である。エツバッハ - ヘルドルフ間はライン＝モゼル運輸連合(Verkehrsverbund Rhein-Mosel, VRM)の領域にある。シュトルトヒュッテン - ニーダードレッセルンドルフ間はヴェストファーレン運賃連合（Westfalentarif）の運賃システムに、アレンドルフ - ギーセン間はライン＝マイン運輸連合（Rhein-Main-Verkehrsverbund, RMV）の運賃システムに属する。
- 快速列車（RE 9）: アーヘン - デューレン - ホレム - ケルン - ケルン・見本市/ドイツ - ポルツ - トロイスドルフ - ジークブルク＝ボン - ヘネフ - アイトルフ - ヘルヒェン - シュラーデルン - アウ - ヴィッセン - ベッツドルフ - ジーゲン。60分間隔。使用車両は146形電気機関車・120.2形電気機関車と二階建て客車のプッシュプル列車或いは442形電車。
- 快速列車（RE 99）: ジーゲン - ハイガー - ディレンブルク - ヴェツラー - ギーセン （- フリートベルク - フランクフルト）。ヘッセン地方鉄道（Hessische Landesbahn, HLB）運営。60分間隔。使用車両はFLIRT。
- 普通列車（RB 40）: ディレンブルク - ニーダーシェルト南駅 - ブルク北駅-ヘルボルン - ジン - エーディンゲン - カッツェンフルト - エーリンスハウゼン - ヴェルドルフ - アースラー - ヴェツラー - デゥーテンホーフェン - ギーセン - フリートベルク - フランクフルト（マイン）。HLB運営。60分間隔。使用車両はDB442形電車。
- 普通列車（RB 90）: アルテンブルク - アウ - エツバッハ - ヴィッセン - ニーダーホェーフェルス - ショイアーフェルト - ベッツドルフ - ジーゲン。HLB運営。60分間隔。使用車両はコラディア・リント。
- 普通列車（RB 95）: ジーゲン - ハイガー - ゼクスヘルデン - ディレンブルク。HLB運営。60分間隔。使用車両はコラディア・リント或いはコラディア・コンチネンタル。
- 普通列車（RB 96）: ベッツドルフ - ヘルドルフ - ノインキルヒェン - ブルバッハ - ヴュルゲンドルフ - ハイガー - ゼクスヘルデン - ディレンブルク。HLB運営。60分/120分間隔。使用車両はコラディア・リント。
- Sバーン（S 12）: ホレム - エーレンフェルト - ケルン - ケルン・見本市/ドイツ - トリムボルン街駅 - 空港業務地区駅 - シュタイン街駅 - ポルツ - ボルツ・ヴァーン - シュピヒ - トロイスドルフ - ジークブルク＝ボン - ヘネフ - ヘネフ・イム・ジーゲンボーゲン - ブランケンベルク - メルテン - アイトルフ - ヘルヒェン - ダッテンフェルト - シュラーデルン - ロースバッハ - アウ。20分/60分間隔。使用車両は420形電車あるいは423形電車。
- Sバーン（S 19）: デューレン - ホレム - エーレンフェルト - ケルン - ケルン・見本市/ドイツ - トリムボルン街駅 - ケルン/ボン空港駅 - ボルツ・ヴァーン - シュピヒ - トロイスドルフ - ジークブルク＝ボン - ヘネフ - ヘネフ・イム・ジーゲンボーゲン - ブランケンベルク - メルテン - アイトルフ - ヘルヒェン - ダッテンフェルト - シュラーデルン - ロースバッハ - アウ。20分/60分間隔。使用車両はS12と同じ。